# Суринам на летних Олимпийских играх 1992
Суринам принимал участие в Летних Олимпийских играх 1992 года в Барселоне (Испания) в седьмой раз за свою историю, и завоевал одну бронзовую медаль. Сборную страны представляла 1 женщина. 

## Бронза
- Плавание, мужчины, 100 метров, баттерфляй — Энтони Нэсти.